# Maurizio Castellano
Maurizio Castellano (ur. 17 lutego 1971 w Vico Equense) – włoski siatkarz, grający na pozycji przyjmującego. 10 razy wystąpił w reprezentacji Włoch.

## Kariera
- 1987–1994  Olio Venturi Spoleto
- 1994–1997  Com Cavi Napoli
- 1997–1998 Area Rawenna
- 1998–1999  Carilo Loreto
- 1999–2000 Casa Modena
- 2000–2002 Sisley Treviso
- 2002–2003  Carife Ferrara
- 2003–2004  UniMade Parma
- 2004–2005 Copra Berni Piacenza
- 2005-2008 Stamplast Prisma Martina Franca

## Sukcesy
- Zwycięstwo w Lidze Światowej: 2000
- Mistrzostwo Włoch: 2001
- Superpuchar Włoch: 2000, 2001